# Еразм Дарвін
Ера́зм Да́рвін (англ. Erasmus Darwin; 12 грудня 1731, Елстон — 18 квітня 1802, Дербі) — англійський натураліст, лікар і поет, послідовно розвивав систему самобутніх поглядів на світобудову і природу людського організму.
Був двічі одружений. Мав 10 законнонароджених дітей і не менше двох дочок від однієї фактичної дружини. Дід еволюціоніста Чарльза Дарвіна і антрополога Френсіса Гальтона. Деїст. Лектор, на заняттях з анатомії людини розтинав тіла страчених злочинців. Організатор Лічфілдського ботанічного товариства. Брав участь у перекладах «Системи природи» (1735) і «Філософії ботаніки» (1751) першого президента Шведської Академії наук Карла Ліннея. Співрозмовник Ж. Ж. Руссо.
Його бюст був зроблений Вільямом Джоном Коффі близько 1795 р..

## Поет

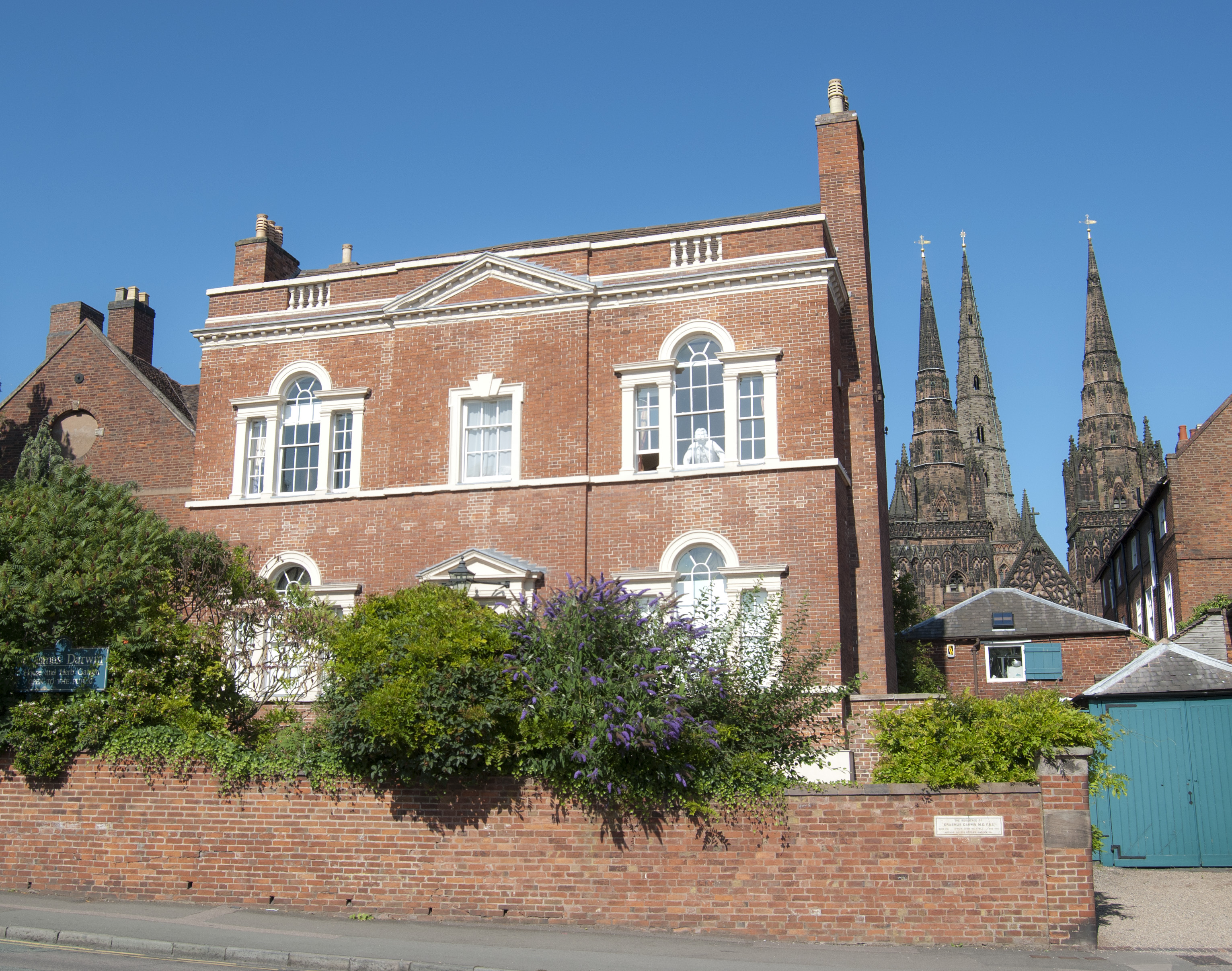
Музей у Лічфілді, присвячений життю і творчості Е. Дарвіна

Дарвін мав пристрасть, яку важко пояснити сучасникам, поетичним стилем викладати результати своїх досліджень у сфері природничих наук. Дарвін вірив у сексуальне життя рослин, чому і присвятив «Любов рослин» (друга частина поеми «Ботанічний сад». Родоначальник вчення про боротьбу за існування і особливого значення статевого відбору. Пропагував ідеї еволюції тваринного світу під безпосереднім впливом факторів зовнішнього середовища. Озвучуючи перші ідеї історичного розвитку життя, наполягав на особливому значенні переходу предка людини у вертикальне положення і поетапного формування членороздільної мови. Стверджував, що зародки як найтонші волокна відокремлюються від нервових закінчень батьківського організму, щоб потрапити в материнське яйце для запліднення. Під впливом гальванічних дослідів Еразма Дарвіна Мері Шеллі написала роман «Франкенштейн, або Сучасний Прометей» (1818).

## Провісник
Провісник майбутнього. Майже за 100 років до Жуля Верна прогнозував шляхи розвитку техніки.
Прихильники теорії змови наполягають на тому, що автор «Зоономії» мав секретні знання, фрагментарно представлені у працях обох його онуків. Подібні погляди частково засновані на такому маловивченому біографічному факті як організація ним закритого філософського «Місячного товариства» (Lunar Society Moonstones) в Бірмінгемі, адміністративному центрі метрополітенського графства Вест-Мідлендс. Члени товариства зобов'язані були збиратися в повний місяць для обговорення різних інтелектуальних питань.
Серед езотерично налаштованих дослідників існує думка, що автор користувався поетичним стилем для шифровки пророцтв за методом Нострадамуса.
Еразм Дарвін зазнав переслідувань з боку церковних інститутів. У 1817 році «Зоономію» було внесено в католицький Індекс заборонених книг.

## Основні публікації
- Ботанічний сад (1789—1792)
- Зоономія, або Закони органічного життя (1796)
- Храм природи (посмертно, 1802)
- Erasmus Darwin, A Botanical Society at Lichfield. A System of Vegetables, according to their classes, orders… translated from the 13th edition of Linnaeus’ Systema Vegetabiliium. 2 vols., 1783, Lichfield, J. Jackson, for Leigh and Sotheby, London.
- Erasmus Darwin, A Botanical Society at Lichfield. The Families of Plants with their natural characters…Translated from the last edition of Linnaeus’ Genera Plantarum. 1787, Lichfield, J. Jackson, for J. Johnson, London.
- Erasmus Darwin, The Botanic Garden, Part I, The Economy of Vegetation. 1791 London, J. Johnson.
- Part II, The Loves of the Plants. 1789, London, J. Johnson.
- Erasmus Darwin, Zoonomia; or, The Laws of Organic Life, 1794, Part I. London, J. Johnson,
- Part I—III. 1796, London, J. Johnson.
- Darwin, Erasmus 1797. A plan for the conduct of female education in boarding schools. J. Johnson, Derby. 4to, 128 pages; last two leaves contain a book list, an apology for the work, and an advert for «Miss Parkers School».
- Erasmus Darwin, Phytologia; or, The Philosophy of Agriculture and Gardening. 1800, London, J. Johnson.
- Erasmus Darwin, The Temple of Nature; or, The Origin of Society. 1803, London, J. Johnson.

## Деякі передбачення
- Великий вибух
- Самозародження життя в океані
- Ракетний двигун на водні та кисні
- Фонограф
- Поромний зв'язок
- Субмарини
- Бойова авіація
- Хмарочоси